# Okny
Okny (ukr. Окни) – osiedle typu miejskiego w obwodzie odeskim Ukrainy, rejonu podolskiego.

## Historia
Status osiedla typu miejskiego posiada od 1959.
W 1989 liczyło 5832 mieszkańców.
W 2013 liczyło 5378 mieszkańców.